# Фунду-Херцій
Фунду-Херцій (рум. Fundu Herții) — село у повіті Ботошані в Румунії. Входить до складу комуни Крістінешть.
Село розташоване на відстані 408 км на північ від Бухареста, 48 км на північний захід від Ботошань, 143 км на північний захід від Ясс.
Назва села перекладається як "Задня частина Герци", від якої населений пункт віддаляють 8 кілометрів. 

## Населення
За даними перепису населення 2002 року у селі проживали 653 особи, усі — румуни. Усі жителі села рідною мовою назвали румунську.